# Pražman písčinný
Pražman písčinný (Calamus brachysomus) je paprskoploutvá ryba z čeledi mořanovití (Sparidae).
Druh byl popsán roku 1880 ichtyologem Williamem Nealem Lockingtonem.

## Popis a výskyt
Maximální délka ryby je 61 cm a max. váha 2,3 kg.
Tělo zploštělé, stříbrné barvy, ústa bílá.
Byla nalezena ve vodách východního Pacifiku: jižní Kalifornie, od USA po Peru, vzácně také severně od Baja California. Obývá písečná dna do hloubky asi 69 m, ale obvykle 3–18 m. Mláďata se vyskytují ve velmi mělké vodě. Pravděpodobně se živí bentickými bezobratlými.